# Atleticum
Atleticum er en atletikhal, som ligger på stadionområdet i Malmøs bydel Hyllie. I nærheden findes Swedbank Stadion, som er Malmö FF's hjemmebane, Malmö Stadion, Malmö Isstadion, Baltiska Hallen og Pildammsparken.
Det første atletikstævne her blev arrangeret i 1992. Løbebanerne måler 200 meter og har fire baner, med radius 16,5 meter, dosseringen 13,0 grader, banebredden 1,0 meter. Til kuglestød anvendes gummikugler.
Frem til december 2007, da Danmark med Sparbank Arena i Skive fik den første rigtige indendørs atletikhal, afholdte Dansk Atletik Forbund flere indendørs Danmarksmesterskaber i Atleticum.
55°35′01″N 12°59′23″Ø / 55.58361°N 12.98972°Ø